# 서울지하철경찰대
서울지하철경찰대(-地下鐵警察隊)는 지하철 이용자들을 대상으로 한 범죄를 예방하고 안전하게 지키는 임무를 수행하는 서울특별시지방경찰청 소속 경찰대이다. 서울특별시 성동구 왕십리 광장로 9 지하철 5호선 왕십리역에 위치하고 있다.

## 연혁
- 1987년 지하철범죄수사대 설치
- 2005년 서울지하철경찰대로 확대

## 조직
- 본대
  - 행정팀
  - 상황팀
- 수사1·2·3·4대

### 관할센터 및 관할구역
관할구역은 모두 역명을 기준으로 작성되었다.
| 상위기관 | 명칭                 | 사진 | 주소                    | 관할구역 |
| -------- | -------------------- | ---- | ----------------------- | --- |
| 수사1대  | 본대                 |      | 종로3가역 내            | 공덕, 서울역, 종로3가, 동대문역사문화공원, 상봉, 약수, 을지로3가, 옥수, 불광, 연신내, 동대문, 충무로, 을지로4가, 청구, 신당, 석계, 청량리, 신설동, 동묘앞, 시청, 삼각지, 이촌, 충정로 |
| 수사1대  | 종로3가경찰센터      |      | 종로3가역 내            | 경복궁, 안국, 종로3가, 을지로3가, 동대입구, 약수, 옥수, 금호, 서대문, 광화문, 종각, 종로5가                                                                                           |
| 수사1대  | 연신내경찰센터       |      | 연신내역 내             | 독립문, 무악재, 홍제, 녹번, 불광, 연신내, 구파발, 역촌, 독바위, 구산, 응암, 새절, 증산                                                                                                |
| 수사1대  | 역사문화공원경찰센터 |      | 동대문역사문화공원역 내 | 미아삼거리, 길음, 성신여대입구, 한성대입구, 혜화, 동대문, 동대문역사문화공원, 충무로, 을지로4가, 청구, 신당, 을지로입구                                                               |
| 수사1대  | 청량리경찰센터       |      | 지하청량리역 내         | 광운대, 석계, 신이문, 외대앞, 회기, 청량리, 제기동, 신설동, 동묘앞, 중랑, 상봉, 망우, 신내, 양원                                                                                      |
| 수사1대  | 서울역경찰센터       |      | 지하서울역 내           | 시청, 서울역, 남영, 용산, 명동, 회현, 숙대입구, 삼각지, 이촌 |
| 수사1대  | 공덕경찰센터         |      | 공덕역 내               | 충정로, 마포, 공덕, 애오개, 광흥창, 대흥, 효창공원앞, 녹사평, 이태원, 한강진, 버티고개, 서강, 수색, 가좌, 신촌, 서부                                                                  |
| 수사2대  | 본대                 |      | 이수역 내               | 고속터미널, 사당, 동작, 총신대입구, 교대, 강남, 선릉, 강남구청, 도곡, 수서 |
| 수사2대  | 사당경찰센터         |      | 사당역 내               | 방배, 사당, 낙성대, 서울대입구, 봉천, 신림, 동작, 총신대입구, 남태령, 흑석, 노들 |
| 수사2대  | 교대경찰센터         |      | 교대역 내               | 서초, 교대, 강남, 양재, 남부터미널, 매봉, 대치, 학여울, 대청, 일원, 양재시민의숲, 청계산입구                                                                                          |
| 수사2대  | 고속터미널경찰센터   |      | 고속터미널역 내         | 장승배기, 상도, 숭실대입구, 남성, 내방, 고속터미널, 반포, 논현, 압구정, 신사, 잠원, 구반포, 신반포, 사평, 신논현                                                                      |
| 수사2대  | 선릉경찰센터         |      | 선릉역 내               | 역삼, 선릉, 삼성, 학동, 강남구청, 청담, 압구정로데오, 선정릉, 한티, 도곡, 구룡, 개포동, 대모산입구, 수서                                                                              |
| 수사3대  | 본대                 |      | 왕십리역 내             | 왕십리, 군자, 건대, 도봉산, 창동, 노원, 태릉입구, 잠실, 가락시장, 복정, 오금, 천호 |
| 수사3대  | 왕십리경찰센터       |      | 왕십리역 내             | 왕십리, 한양대, 상왕십리, 서울숲, 신금호, 행당, 마장, 답십리, 장한평, 군자, 아차산, 광나루, 응봉, 서빙고, 한남                                                                        |
| 수사3대  | 건대입구경찰센터     |      | 건대입구역 내           | 뚝섬, 성수, 건대입구, 구의, 강변, 용두, 신답, 용답, 뚝섬유원지, 어린이대공원, 중곡, 용마산, 사가정, 면목                                                                              |
| 수사3대  | 노원경찰센터         |      | 노원역 내               | 도봉산, 도봉, 방학, 창동, 녹천, 월계, 당고개, 상계, 노원, 쌍문, 수유, 미아, 수락산, 마들, 중계, 하계                                                                                  |
| 수사3대  | 태릉입구경찰센터     |      | 태릉입구역 내           | 봉화산, 화랑대, 태릉입구, 돌곶이, 상월곡, 월곡, 고려대, 안암, 보문, 창신, 공릉, 먹골, 중화                                                                                            |
| 수사3대  | 잠실경찰센터         |      | 잠실역 내               | 잠실나루, 잠실, 신천, 종합운동장, 강동구청, 몽촌토성, 석촌, 송파, 가락시장, 경찰병원, 문정, 장지, 복정                                                                                |
| 수사3대  | 강동경찰센터         |      | 강동역 내               | 상일동, 고덕, 명일, 굽은다리, 길동, 강동, 둔촌, 방이, 오금, 개롱, 거여, 마천, 올림픽공원, 천호, 암사                                                                                  |
| 수사4대  | 본대                 |      | 당산역 내               | 김포공항, 홍대입구, 디지털미디어시티, 신도림, 대림, 까치산, 신길, 노량진, 온수, 가산디지털단지, 당산, 영등포구청, 여의도, 합정                                                        |
| 수사4대  | 신도림경찰센터       |      | 신도림역 내             | 문래, 신도림, 대림(2호선), 구로디지털단지, 신대방, 까치산, 신정네거리, 양천구청, 도림천, 영등포, 신길, 대방, 노량진(1호선)                                                            |
| 수사4대  | 가산디지털경찰센터   |      | 가산디지털단지역 내     | 온수, 오류, 개봉, 구일, 구로, 천왕, 가산디지털단지, 남구로, 대림(7호선), 신풍, 보라매, 신대방삼거리, 독산, 금천구청                                                                   |
| 수사4대  | 합정경찰센터         |      | 합정역 내               | 합정, 홍대입구, 신촌, 이대, 아현, 상수, 마포구청, 망원, 월드컵경기장, 디지털미디어시티                                                                                                |
| 수사4대  | 여의도경찰센터       |      | 여의도역 내             | 당산, 영등포구청, 여의나루, 여의도, 영등포시장, 양평, 오목교, 증미, 등촌, 염창, 신목동, 선유도, 국회의사당, 샛강, 노량진(9호선)                                                       |
| 수사4대  | 김포공항경찰센터     |      | 김포공항역 내           | 방화, 개화산, 김포공항, 송정, 마곡, 발산, 우장산, 화곡, 신정, 목동, 개화, 공항시장, 신방화, 양천향교, 가양                                                                            |